# Einer Rubio
Einer Augusto Rubio Reyes (Chíquiza, 22 februari 1998) is een Colombiaans wielrenner.

## Carrière
Rubio werd in 2019 tweede in het eindklassement van de Ronde van Italië voor beloften. Hij won in deze ronde, net als in, 2018 een etappe. In 2020 maakte hij de overstap naar de Spaanse wielerploeg Movistar Team.

## Palmares

### Overwinningen
2018
5e etappe Ronde van Italië, Beloften
GP Capodarco
2e etappe Giro della Regione Friuli Venezia Giulia
Bergklassement Giro della Regione Friuli Venezia Giulia
2019
9e etappe Ronde van Italië, Beloften
Bergklassement Ronde van Italië, Beloften
2021
Jongerenklassement Ronde van Burgos
2023
3e etappe Ronde van de Verenigde Arabische Emiraten
13e etappe Ronde van Italië

### Resultaten in voornaamste wedstrijden
| Jaar | Ronde van Italië | Ronde van Frankrijk | Ronde van Spanje |
| ---- | ---------------- | ------------------- | ---------------- |
| 2020 | 58e              |                     |                  |
| 2021 | 39e              |                     |                  |
| 2022 |                  |                     |                  |
| 2023 | 11e (1)          |                     | 16e              |
| 2024 | 7e               |                     | 27e              |
| 2025 | 8e               | 31e                 |                  |

| Jaar | Ronde van Lombardije | Strade Bianche | Clásica San Sebastián |  | WK op de weg |
| ---- | -------------------- | -------------- | --------------------- |  | ------------ |
| 2020 | 60e                  |                |                       |  |              |
| 2021 |                      |                | 78e                   |  |              |
| 2022 |                      | opgave         |                       |  |              |
| 2023 |                      |                |                       |  |              |
| 2024 | 48e                  |                | 51e                   |  | 79e          |
| 2025 |                      |                |                       |  |              |

### Resultaten in kleinere rondes
| Jaar | UAE Tour | Tirreno-Adriatico | Ronde van Catalonië | Ronde van het Baskenland | Ronde van Burgos | Ronde van Polen |
| ---- | -------- | ----------------- | ------------------- | ------------------------ | ---------------- | --------------- |
| 2020 |          |                   |                     |                          |                  |                 |
| 2021 |          |                   |                     | 86e                      | 7e               | 23e             |
| 2022 |          | 72e               |                     |                          |                  |                 |
| 2023 | 13e (1)  |                   | 13e                 |                          | 5e               |                 |
| 2024 | 13e      |                   | 14e                 |                          |                  |                 |
| 2025 | 16e      | 20e               |                     |                          |                  |                 |

## Ploegen
- 2020 –  Movistar Team
- 2021 –  Movistar Team
- 2022 –  Movistar Team
- 2023 –  Movistar Team
- 2024 –  Movistar Team
- 2025 –  Movistar Team

Alba · Arcas · Betancur (tot 31/08) · Carretero · Cataldo · Cullaigh · Elosegui · Erviti · Hollmann · Jacobs · Jorgenson · E. Mas · L. Mas · Mora · Norsgaard · Oliveira · Pedrero · Prades · Roelandts · Rojas · Rubio · Samitier · Sepúlveda · Soler · Torres · Valverde · Verona · Villella
Alba · Arcas · Carretero · Cataldo · Cullaigh · Elosegui · Erviti · García · González ·  Hollmann · Jacobs · Jorgenson · López (tot 1/10) · E. Mas · L. Mas · Mora · Mühlberger · Norsgaard · Oliveira · Pedrero · Rojas · Rubio · Samitier · Serrano · Soler · Torres · Valverde · Verona · Villella
Aranburu · Arcas · Barta · Elosegui · Erviti · García · González · Hollmann · Izagirre · Jacobs · Jorgenson · Kanter · Lazkano · E. Mas · L. Mas · Mühlberger · Norsgaard · Oliveira · Pedrero · Rangel Costa · Rodríguez · Rojas · Rubio · Samitier · Serrano · Sosa · Torres · Valverde · Verona
Aranburu · Arcas · Barta · Erviti · García · Gaviria · González · Guerreiro · Hollmann · Izagirre · Jacobs · Jorgenson · Kanter · Lazkano · E. Mas · L. Mas · Mühlberger · Norsgaard · Oliveira · Pedrero · Rangel Costa · Rodríguez · Rojas · Romeo · Rubio · Samitier · Serrano · Sosa · Torres · Verona
Aranburu · Arcas · Barrenetxea · Barta · Canal · Cavagna · Cimolai · Formolo · García · Gaviria · Guerreiro · Jacobs · Lazkano · Mas · Milesi · Moro · Mühlberger · Norsgaard · Oliveira · Pedrero · Quintana · Rangel Costa (tot 19/8) · Romeo · Romo · Rubio · Samitier · Serrano · Sosa · Torres